# Альфред Броневський

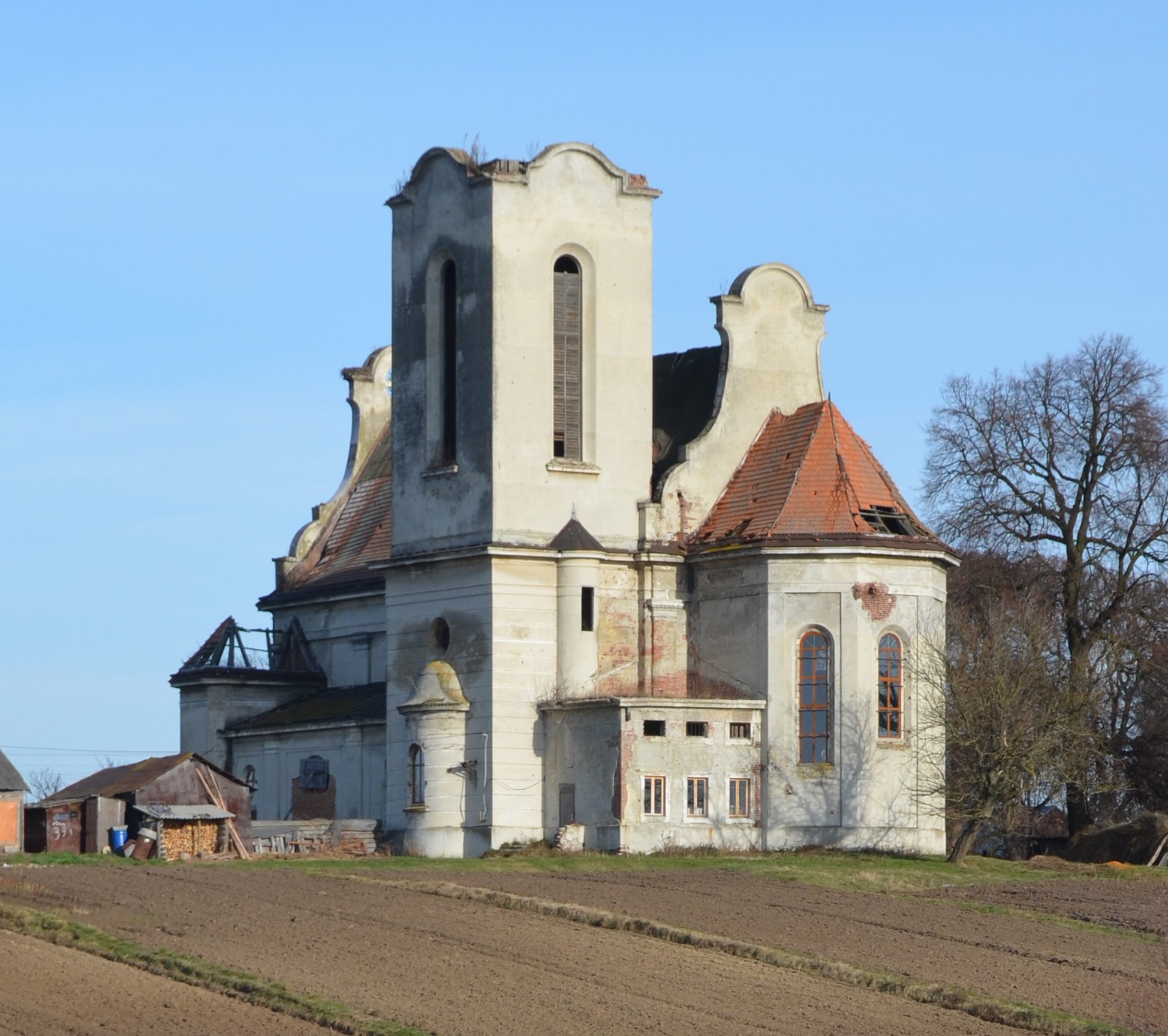
Костел у селі Велике Колодно

Альфред Кароль Броневський гербу Тарнава (пол. Alfred Karol Broniewski, 4 жовтня 1869, Доброгостів — 5 жовтня 1941) — архітектор.

## Біографія
Народився 4 жовтня 1869 року в селі Доброгостів. Закінчив середню школу у Львові. Навчався на будівельному факультеті Львівської політехніки протягом 1889—1893 років. Серед викладачів із фаху був зокрема Юліан Захаревич. 1894 року отримав стипендію, завдяки якій продовжив навчання в Парижі в П. Блонделя. Перебував на державній службі у львівській Дирекції державних лісів, пізніше працював у Тернополі, від 1899 знову у Львові в технічній службі Галицького намісництва. Від 1912 року директор архітектурного департаменту. За часів II Речі Посполитої очолював архітектурний відділ Міністерства публічних робіт. 1931 року вийшов на пенсію.
Член Краківського технічного товариства. Від 1895 року член Політехнічного товариства у Львові. У 1900, 1907, 1925—1927, 1929—1930 роках входив до його правління. Був у складі комітету, який у друкованому органі товариства (журнал «Czasopismo Techniczne») кілька разів на рік видавав номери, присвячені архітектурі. 1908 року став одним із засновників «Кола архітекторів польських у Львові». Тоді ж обраний до правління Кола. 1912 року обраний першим заступником президента Кола. Пізніше обирався його президентом.
Був членом журі конкурсів проєктів прибуткового дому Бромільських у Львові на проспекті Шевченка (1909), будівлі Акціонерного кооперативного банку у Львові (1909), міського касина у Львові (1910), будинку земельного товариства в Перемишлі (1912), нового костелу святої Анни у Львові (1912), ощадної каси в Сяноку (1912), Готелю «Брістоль» у Кракові (1912), Гірничої академії у Кракові (1913), костелу Матері Божої Остробрамської у Львові (1930).
Помер 5 жовтня 1941 року. Похований на полі № 1а Личаківського цвинтаря у Львові.
Роботи
- Перебудова палацу графа Станіслава Грохольського в селі Колодно.
- Костел у селі Велике Колодно.
- Костел у селі Сарники Нижні.
- Костел у селі Пнів.
- Перебудова палацу графа Баворовського в Острові.
- Повітовий шпиталь у Тернополі.
- Дім Староства по вулиці Баштовій, 22 у Кракові. Споруджено у 1898–1900 роках під керівництвом Юзефа Саре.[18]
- Проєкт реставрації костелу в Богородчанах від 1923 року. Передбачав, зокрема, заміну шоломів веж на більш пишні. Реалізований у спрощеному вигляді.[19]

Нереалізовані проєкти
- Проєкт будинку дирекції залізниць у Львові.
- Проєкт промислового музею в Кракові.
- Проєкт Польського дому в Цешині.
- Проєкт ратуші у Стрию.